# دنیل یبوآ
دنیل یبوآ (انگلیسی: Daniel Yeboah)؛ زادهٔ ۱۳ نوامبر ۱۹۸۴) یک بازیکن فوتبال اهل ساحل عاج است.
وی عضو تیم ملی فوتبال ساحل عاج در جام جهانی فوتبال ۲۰۱۰ بوده است.